# Jean Charles Cazin
Jean Charles Cazin (Samer, 25 maggio 1840 – Le Lavandou, 17 marzo 1901) è stato un pittore, scultore e ceramista francese.

## Biografia
Jean-Charles Cazin trascorse la sua prima infanzia a Samer, poi la famiglia si trasferì a Boulogne-sur-Mer nel 1846.

Nel 1862 il giovane Cazin entrò alla Scuola di disegno di Lecoq de Boisraudan a Parigi e compì i suoi studi d'arte. 
Dal 1863 al 1868 fu professore di disegno presso la "Scuola Speciale di Disegno d'Architettura" diretta da Émile Trélat. Nel 1868 fu nominato Conservatore del Museo di Tours, nonché Direttore della Scuola di Disegno della stessa città.
Alla fine del 1870, assieme a Alphonse Legros e Jules Dalou, partì per l'Inghilterra dove, con sua moglie Marie, si dedicò alla pittura su ceramica. Tornò in Francia negli ultimi mesi del 1875, si stabilì a Parigi e dall'anno seguente iniziò ad esporre al "Salon dei rifiutati" con l'opera Ricordo delle dune di Wissant.

Frequentò regolarmente la regione di Seine-et-Marne dipingendo e disegnando i villaggi di Recloses, Achères, Chailly e altri, nei pressi di Fontainebleau.

Si cimentò anche, sebbene in misura minore, con temi storici e biblici, con un primo quadro sul tema di Tobia, poi con "Il Viaggio di Tobia", presentato nel 1878 (oggi al "Art Institute of Chicago"); ma è con "Agar e Ismaele", esposto nello stesso periodo di "Tobia e l'angelo", che Cazin ottenne una medaglia di 1ª Classe.

Ma Cazin fuggì gli onori e tornò a vivere nel Nord, nel Pas-de-Calais, nella grande tenuta di Equihen, smettendo di esporre dal 1883 al 1888.
A questo punto della sua vita - aveva ormai quasi cinquant'anni - decise di viaggiare e di visitare l'Italia e le Fiandre, studiando sia la natura che i grandi maestri del passato. In quel periodo subì anche l'influenza del suo amico Pierre Puvis de Chavannes, poiché, al ritorno dal viaggio, si mise a lavorare al suo fianco per gli affreschi del Panthéon e della Sorbona. Esaurita questa esperienza, tornò a forme espressive più attuali, sentimentali e umanizzate, tipiche della sua terra natale, con una particolare sensibilità e un gusto per i tramonti e le atmosfere crepuscolari da indurre i critici a parlare dell'"ora di Cazin".

Le sue tele si vendevano a Parigi e all'estero, e oggi le si ritrova in molti musei nazionali ed internazionali.
Nel 1893, accompagnato da suo figlio Jean Michel, Cazin espose 180 quadri negli Stati Uniti. Già dal 1891, però, egli divideva il suo tempo fra il Nord e il Sud della Francia, fra il Pas-de-Calais e il dipartimento del Var, dove le colline coperte di lavanda scendono verso la rossa costa dell'Estérel. E si dedicava solo ai paesaggi.
 
Fra quei colli assolati si spense a 61 anni.
Alla sua morte, Léoncé Bénédite gli rese omaggio con queste parole: « ..vicino al suo grande amico Puvis de Chavannes, Cazin costituirà, come pittore storico, una delle personificazioni più raffinate dell'idealismo contemporaneo».

## Opere principali
- Tobia e l'Angelo - 1880, Lilla, Palazzo delle Belle arti.
- Terreno agrario nelle Fiandre - 1894, Comune di Saint-Pol-sur Ternoise.
- Camera ardente di Léon Gambetta - 1883, Museo nazionale del Castello di Versailles.
- Agar e Ismaele - 1880, Museo di Belle arti di Tours.
- Paesaggio con case, sera di Settembre - Museo di Vernon.
- Musée d'Orsay, Parigi:
  - Le banchine - 1885
  - Il temporale - 1876
  - La giornata - 1888
  - Paesaggio di neve - 1841
  - Moglie di marinaio - 1885, maschera in bronzo
  - Piatto di presentazione - 1872, grès smaltato
  - Vaso - grès inciso e smaltato

### Museo Jean-Charles Cazin di Samer
Sistemato al piano del Comune il Museo raccoglie una cinquantina di tele, disegni, stampe, oltre a documenti biografici di Jean-Charles Cazin, di sua moglie Maria (1844-1924), di suo figlio Jean Michel Cazin (1869-1917) e di sua nuora Berthe Cazin (1872-1971).

## Galleria d'immagini

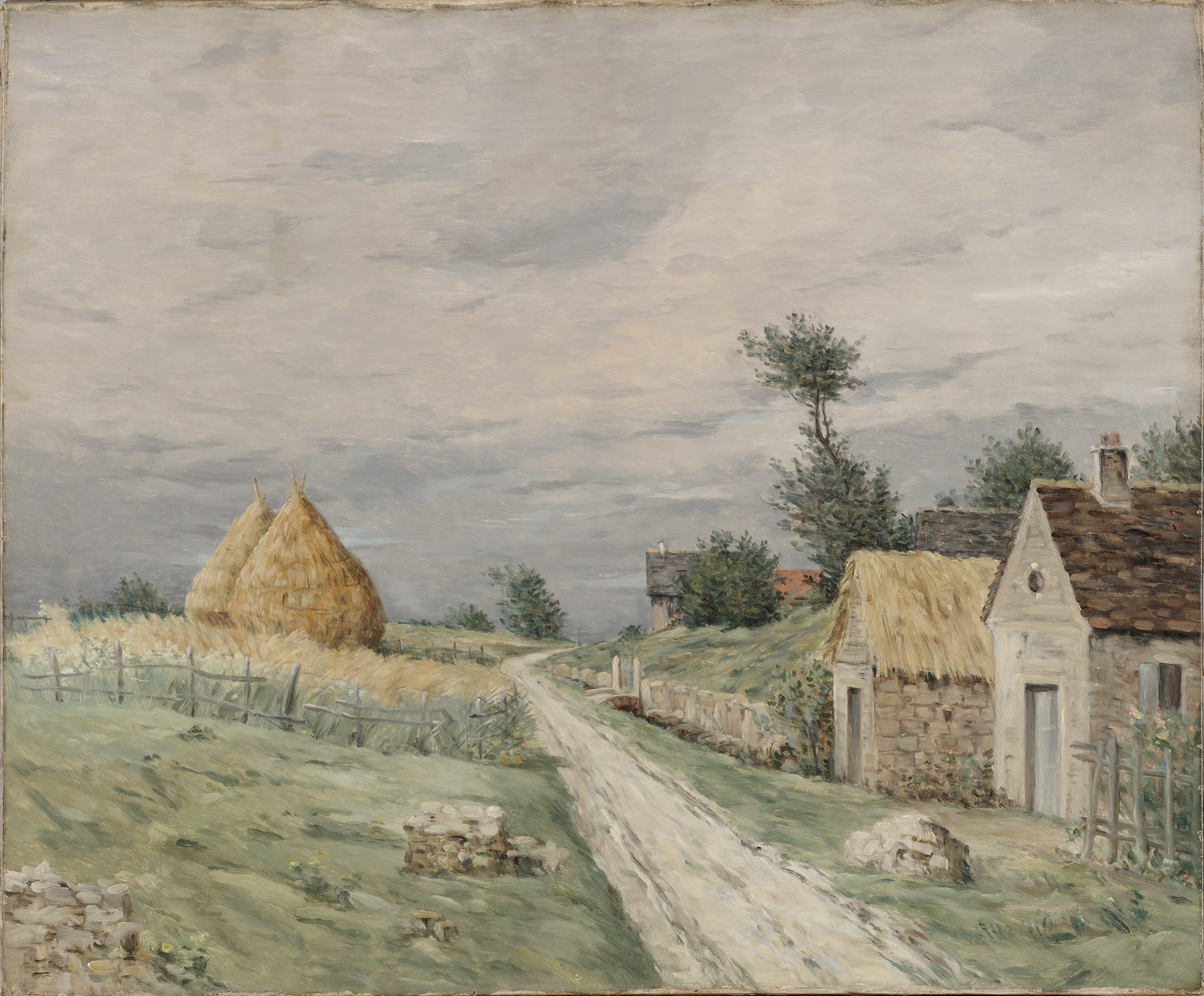
Paesaggio
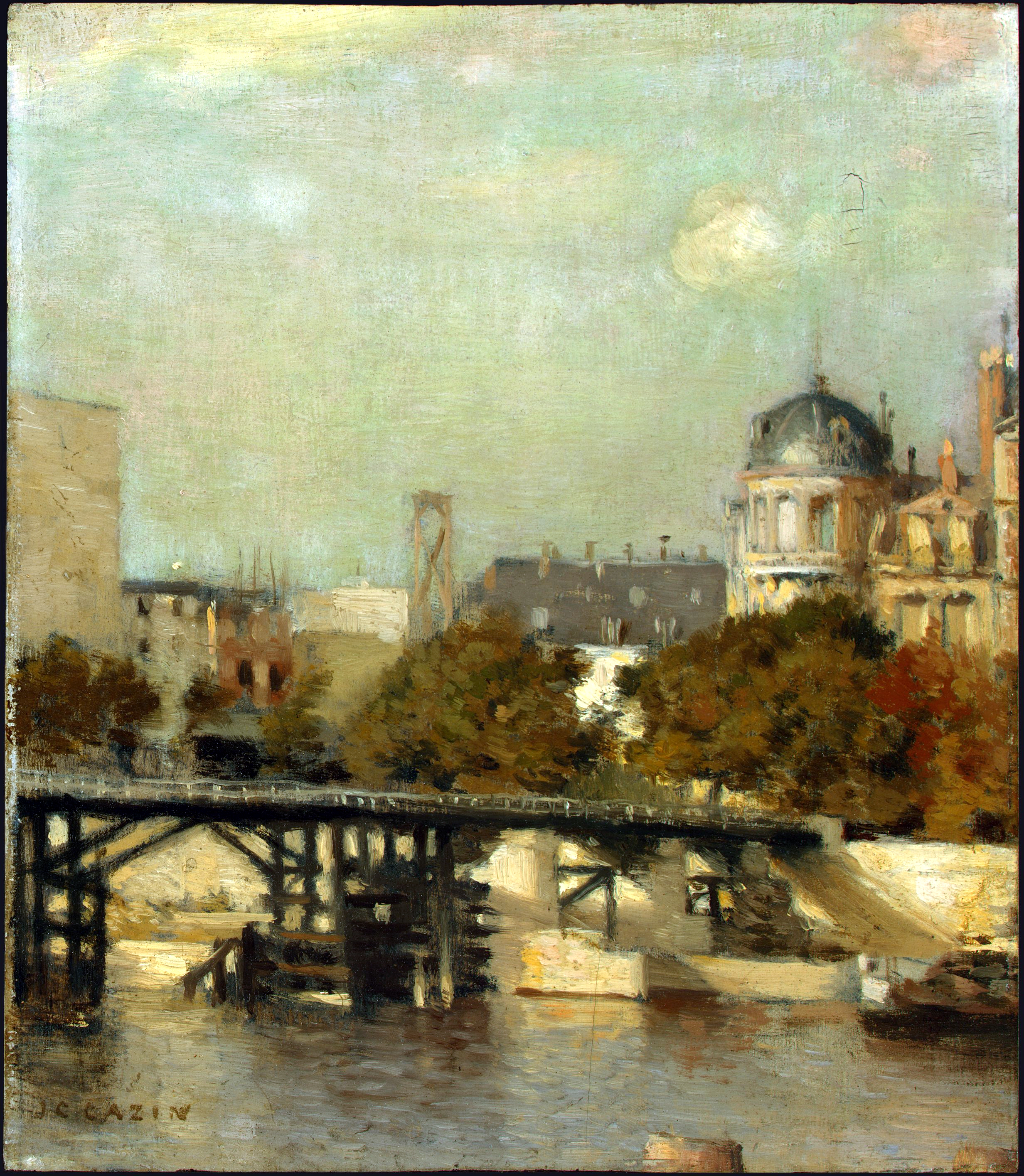
Vista di Parigi con ponte
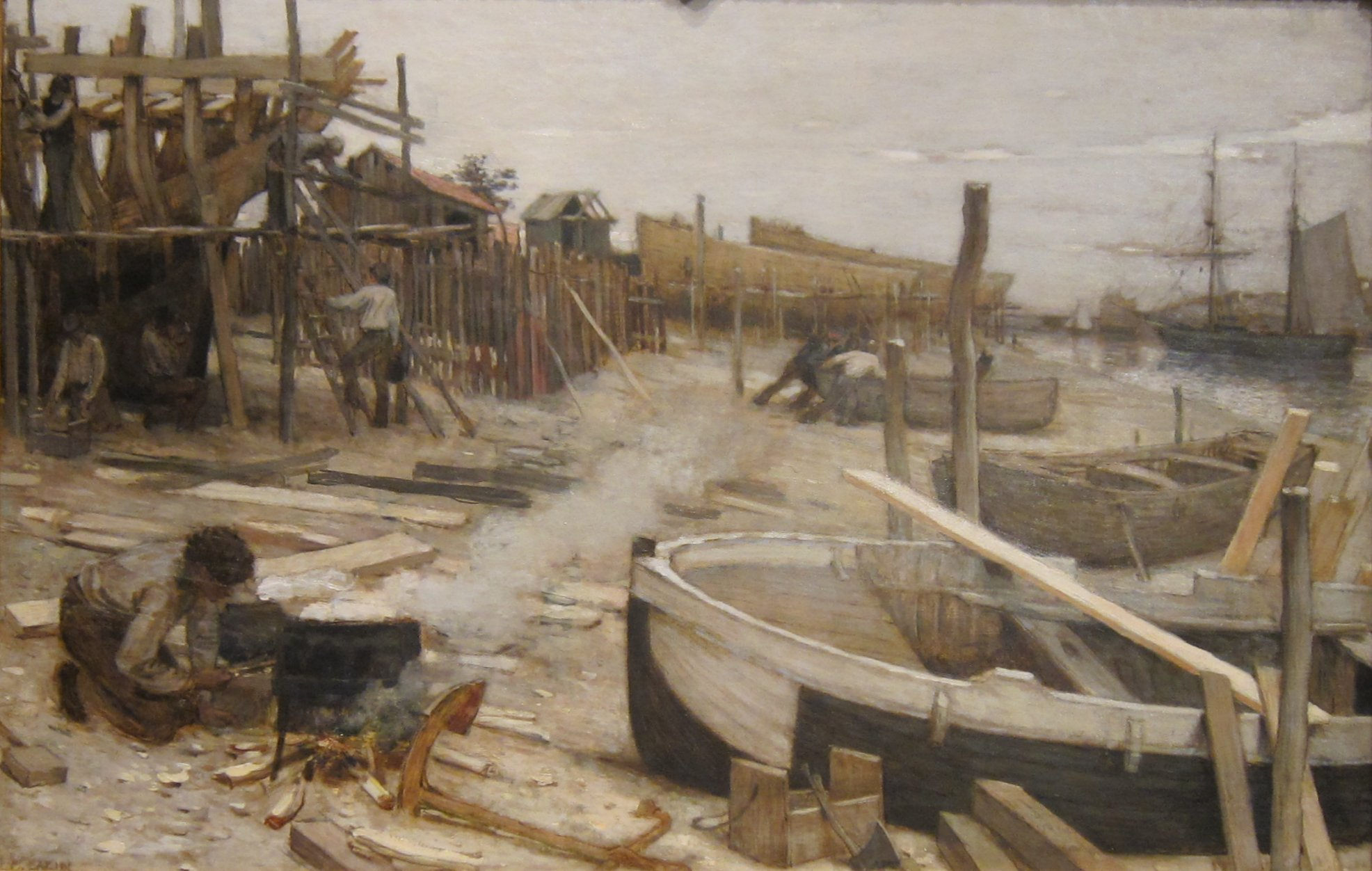
Piccolo cantiere navale
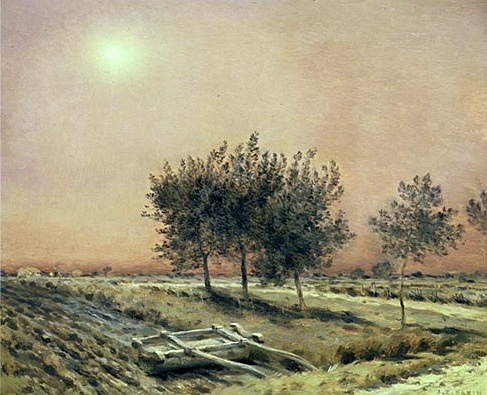
Paesaggio alla luce della luna

## Altri progetti

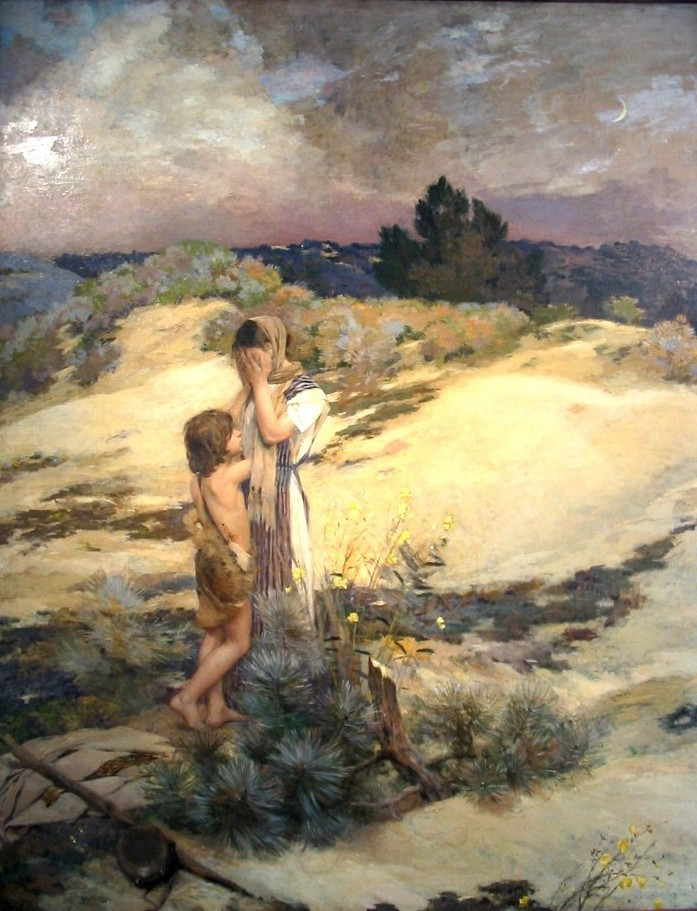
Agar e Ismaele Musée des Beaux-Arts de Tours